# Józefa Ledwig
Józefa Ledwig, född 18 april 1935 i Szerzyny, är en polsk före detta volleybollspelare.
Ledwig blev olympisk bronsmedaljör i volleyboll vid sommarspelen 1964 i Tokyo.